# Autopista Radial 4
Die Autopista Radial R-4 oder R-4 ist eine Autobahn in Spanien. Sie beginnt in Madrid und endet in Ocaña A-4.

## Größere Städte an der Autobahn
- Madrid
- Valdemoro
- Aranjuez
- Ocaña